# ستانلي برايس (كاتب)
ستانلي برايس (بالإنجليزية: Stanley Price)‏ هو كاتب بريطاني، ولد في 12 أغسطس 1931 في لندن في المملكة المتحدة، وتوفي في 28 فبراير 2019.

## وصلات خارجية
- ستانلي برايس على موقع IMDb (الإنجليزية)
- ستانلي برايس على موقع قاعدة بيانات برودواي على الإنترنت (الإنجليزية)
- ستانلي برايس على موقع قاعدة بيانات الفيلم (الإنجليزية)